# Frans Vervoort
Frans Vervoort (Mechelen, ca. 1490 - aldaar, 24 november 1555) was een minderbroeder die licht bewerkte compilaties van vrome teksten maakte. Deze ascetisch-mystieke geschriften waren anoniem en kenden ruime verspreiding. Sommige geestelijke werken zijn enkel door Vervoorts kopieerlust overgeleverd.

## Leven
Vervoort trad in bij de franciscanen van de strikte observantie van zijn geboortestad. Biografische gegevens over hem zijn in hoofdzaak bekend uit een brief die zijn provinciaal Henricus Helstanus in 1551 richtte aan Jan van Isenburg, de aartsbisschop van Trier. De prelaat had geïnformeerd naar de anonieme auteur van een werkje waarin de woorden O Heere, wanneer voorkwamen en kreeg te horen dat het om Vervoort ging, een vroom en geleerd man die Latijn, Hebreeuws, Aramees, Nederlands en Duits machtig was. Dat wijst erop dat hij gestudeerd kan hebben aan het Studium Theologicum van zijn orde te Leuven. Uit de brief blijkt voorts dat zijn kennis van de volkstalige literatuur als een pluspunt werd beschouwd aangezien men het hoofd wilde bieden aan de stroom reformatorische publicaties. Als Vervoort effectief naar Trier is gestuurd - wat lang niet zeker is - bleef hij er slechts gedurende een beperkte periode.
In Mechelen publiceerde Vervoort tientallen boeken, traktaten en sermoenen. Vaak beperkte hij zich ertoe vrome teksten uit de voorbije twee eeuwen te selecteren in het licht van wat zijn tijdgenoten kon aanspreken. Werk van onder meer Jan van Ruusbroec, Johannes Tauler, Hendrik Herp en Alijt Bake, maar ook van Augustinus en Richard de Saint-Victor, plaatste hij licht geredigeerd bijeen, voorzien van korte bindteksten. Voorts vertaalde hij Bernardus van Clairvaux en Gregorius. Hoewel Vervoorts anonimiteit werd gewaarborgd door een beschermende kring rondom hem, was zijn auteurschap af te lezen aan het voorkomen van zijn spreuk O Heer(e), wanneer. Deze woorden komen voor in psalm 41 en ook in Herps Spieghel. Aanvankelijk schreef hij voor het Groot Begijnhof van Mechelen en andere lokale gemeenschappen, maar al snel vond zijn werk de weg naar de drukker. 

## Publicaties
- Bruygoms Mantelken
- Het bruylocht cleedt der liefden Gods
- Die Woestijne des Heeren
- Sermoenen op Cantica (Hoogliedpreken gegeven van 1524 tot 1551)
- Beghynken van Mechelen (begijnenregel, eerste druk 1556)
- Den Berch van myrrhen
- Des Vyants Net
- Medecijn der Sielen (sterfboek)
- Hoofken der Sielen (gebedenboek)